# Parafia Wniebowzięcia Najświętszej Maryi Panny w Rudawicy
Parafia Wniebowzięcia Najświętszej Maryi Panny w Rudawicy – parafia rzymskokatolicka, terytorialnie i administracyjnie należąca do diecezji zielonogórsko-gorzowskiej, do dekanatu Szprotawa. W parafii posługują księża diecezjalni.